# Adolfo Pedernera
Adolfo Alfredo Pedernera (ur. 15 listopada 1918 w Avellanedzie, zm. 12 maja 1995 tamże) – argentyński trener piłkarski i piłkarz grający na pozycji napastnika. Były reprezentant Argentyny.

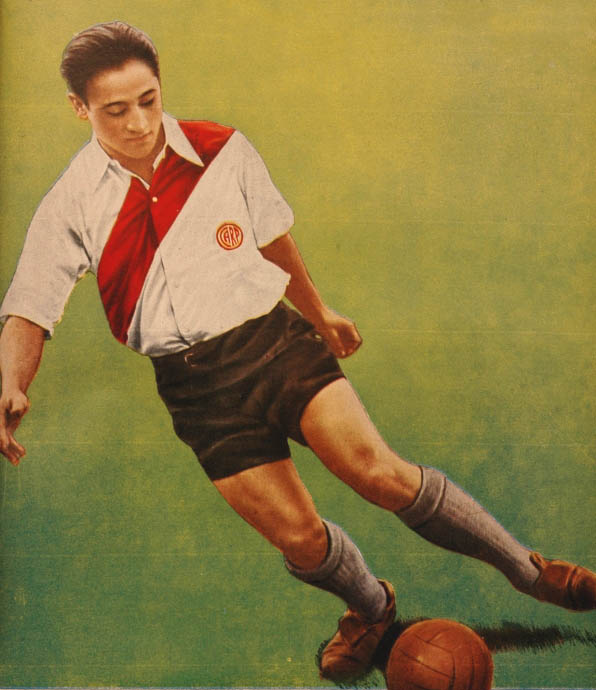
Pedernera, 1937.

Pedernera w czasie swej kariery grał w wielu zespołach – były to Huracán Buenos Aires, River Plate Buenos Aires (którego drużynę zwano wtedy La Máquina, co znaczy "Maszyna"), Atlanta Buenos Aires oraz Millonarios Bogotá (zwany wtedy "Niebieski balet" lub "Niebieski taniec"). Swoją grą zarobił sobie na przydomek El Maestro.

## Przebieg kariery
| Okres     | Klub                        | Liga                       |
| --------- | --------------------------- | -------------------------- |
| 1932      | CA Huracán Buenos Aires     | juniorzy                   |
| 1933–1934 | CA River Plate Buenos Aires | juniorzy                   |
| 1935–1946 | CA River Plate Buenos Aires | Primera División Argentina |
| 1947      | CA Atlanta Buenos Aires     | Primera División Argentina |
| 1948–1949 | CA Huracán Buenos Aires     | Primera División Argentina |
| 1949-1953 | Millonarios FC Bogota       | I liga kolumbijska         |
| 1954–1955 | CA Huracán Buenos Aires     | Primera División Argentina |

## Początkowe lata
Już jako dziecko Pedernera przejawiał predyspozycje do gry w piłkę. Dlatego wcześnie wstąpił do szkółki piłkarskiej klubu Cruceros de la Plata, skąd w 1932 roku przeszedł do zawodowego klubu Huracán. Rok później był już graczem River Plate. W lidze zadebiutował w 1935 roku, mając 16 lat. Nie trzeba było długo czekać na powołanie do reprezentacji Argentyny, z którą w 1937 roku wygrał Copa América (wyczyn ten powtórzył jeszcze dwukrotnie - w 1941 i 1945 roku).
Z powodu II wojny światowej nie miał okazji zademonstrowania swych umiejętności na Mistrzostwach Świata i zadowolić się musiał sukcesami klubowymi. Współtworzył potęgę River Plate grając obok takich zawodników jak Ángel Labruna, José Manuel Moreno, Félix Loustau czy Juan Carlos Muñoz. Grywał także obok takich znakomitości jak Hugo Reyes, Antonio El Maestrico Báez, Néstor El Pipo Rossi czy Alfredo Di Stéfano. Później spotkali się jeszcze w Kolumbii, gdzie współtworzyli drużynę Millonarios. Jednak przedtem, w 1947 roku, Pedernera otrzymał ofertę miliona peso za przejście do klubu Atlanta.
W klubie Atlanta nie pograł długo i w 1948 roku wrócił do klubu Huracán, w którym zaczynał swą zawodową karierę. Jednak wkrótce trener Millonarios Carlos Cacho Aldabe odwiedził Pedernerę w Buenos Aires i przekonał go, by przyjechał do stolicy Kolumbii Bogoty. Pedernera zgodził się i 8 czerwca 1949 roku stał się zawodnikiem klubu Millonarios. Do Bogoty przybył 10 czerwca, witany na lotnisku Aeropuerto de Techo przez 5000 kibiców przywiezionych na tę okazję 200 samochodami i 25 autobusami.

## Millonarios
Pedernera zamieszkał w północnej części Bogoty. Swój pierwszy mecz w barwach nowego klubu 11 czerwca 1949 roku przeciwko Club Atlético Municipal (obecnie Atlético Nacional Medellín), w którym Millonarios rozgromił rywala 6:0, przesiedział na ławce rezerwowych. Na boisko wybiegł po raz pierwszy dopiero 25 czerwca i wziął udział w pokonaniu drużyny Club Deportes Caldas 3:0. Prasa w Bogocie przyjęła występ Pedernery entuzjastycznie, określając go mianem fenomenu, artysty, chwaląc inteligencję i prorokując, że jego występy w Millionarios sprawią, że wszystko stanie się możliwe.
W roku 1949 Pedernera wspólnie z Alfredo Di Stéfano i Pipo Rossim zdobyli dla Millonarios mistrzostwo Kolumbii. Według relacji Alfredo di Stefano drużyna stosowała strategię, którą nazwał "5 i taniec", co oznaczało, że po zdobyciu pięciobramkowego prowadzenia drużyna nie starała się już upokarzać przeciwnika dalszymi golami, lecz ograniczała się jedynie do wymiany piłki w polu. Strategia ta znalazła zastosowanie w dziewięciu kolejnych zwycięstwach. W rozgrywce o tytuł mistrza Kolumbii Pedernera zdobył dwie decydujące bramki w dwóch następujących po sobie meczach z drużyną Deportivo Cali.

## Kariera trenerska
Gdy w 1950 roku dotychczasowy trener Millonarios Cacho Aldabe zrezygnował z posady, jego miejsce zajął Pedernera. Pod jego trenerską pieczą znaleźli się tacy gracze jak Julio Cozzi, Antonio Báez, Julio César Ramírez, Reinaldo Mourín, Ramón Villaverde oraz Hugo Reyes. Pierwszy sezon nie był dla niego zbyt udany, gdyż mistrzem Kolumbii został klub Deportes Caldas Manizales. Jednak następne trzy sezony (1951, 1952 i 1953) zakończyły się dla prowadzonego przez Pedernerę Millonarios mistrzostwem Kolumbii.
Pod przywództwem Pedernery Millonarios pokonał tak silne zespoły jak Huracán Buenos Aires, Bolívar La Paz, Rapid Wiedeń czy nawet jego dawny klub, River Plate Buenos Aires, który w 1952 i 1953 roku zdobył mistrzostwo Argentyny.
W marcu 1952 roku, gdy Pedernera miał 33 lata, towarzyszył klubowi Millonarios w jego wojażu po Europie. Podczas tej podróży jego podopieczni pokonali na Estadio Chamartín (dzisiaj Estadio Bernabeu) Real Madryt 4:2. Gdy Hiszpanie chcieli się zrewanżować, przegrali z Millonarios jeszcze dwukrotnie.
W 1954 roku, gdy zakończone zostały spory w argentyńskim futbolu, które doprowadziły do emigracji najlepszych piłkarzy, Pedernera mógł wrócić do ojczyzny i przed ostatecznym zakończeniem kariery zagrać w swym pierwszym klubie - Huracán.

## Ostatnie lata
W roku 1993 Pedernera opublikował swoją biografię pod tytułem "El fútbol que viví ... y que yo siento", w której napisaniu pomógł mu dziennikarz Alejandro Yebra.
W 1994 roku Pedernera spotkał się ze swymi długoletnimi przyjaciółmi Alfredo Di Stéfano i El Pipo Rossi w Bogocie podczas uroczystości Féria Internacional del Libro. Rok później Pedernera zmarł.